# 永寧直隸州
永寧州，清朝时设置的直隶州，隸屬川南永寧道。

叙永厅在四川省的位置（1820年）

明朝洪武七年（1374年）置永宁州，轄地設永寧同知，屬於敘州府；並有永寧衛屬貴州都司。清朝順治初年，承襲明制，設永寧廳屬敘州府；另分割永寧衛改屬貴州威寧府。康熙二十六年（1687年），改永寧衛為永寧縣，仍屬威寧府。雍正五年（1727年）將永寧廳併入永寧縣，並改屬四川敘州府。雍正八年（1730年）恢復為廳，設同知。乾隆元年（1736年）升格為敘永直隶廳，下轄永寧縣。
光緒三十三年（1907年）將永寧縣治移到古藺；三十四年（1908年），將敘永直隸廳改為永寧直隸州，永寧縣改名古藺縣，並將瀘州瀘衛與古藺縣、九姓鄉合併新設古宋縣。下轄二縣：古藺縣（直隸州治所）、古宋縣。1913年，永寧州改為敘永縣。